# Automotrice FCE ADe 11-20
Le automotrici FCE ADe 11–20 erano un gruppo di dieci rotabili costruiti dalla Fiat Ferroviaria, dalla TIBB e dalla OMS per la Ferrovia Circumetnea, con motorizzazione Diesel, e con trasmissione e motori di trazione elettrici.

## Storia

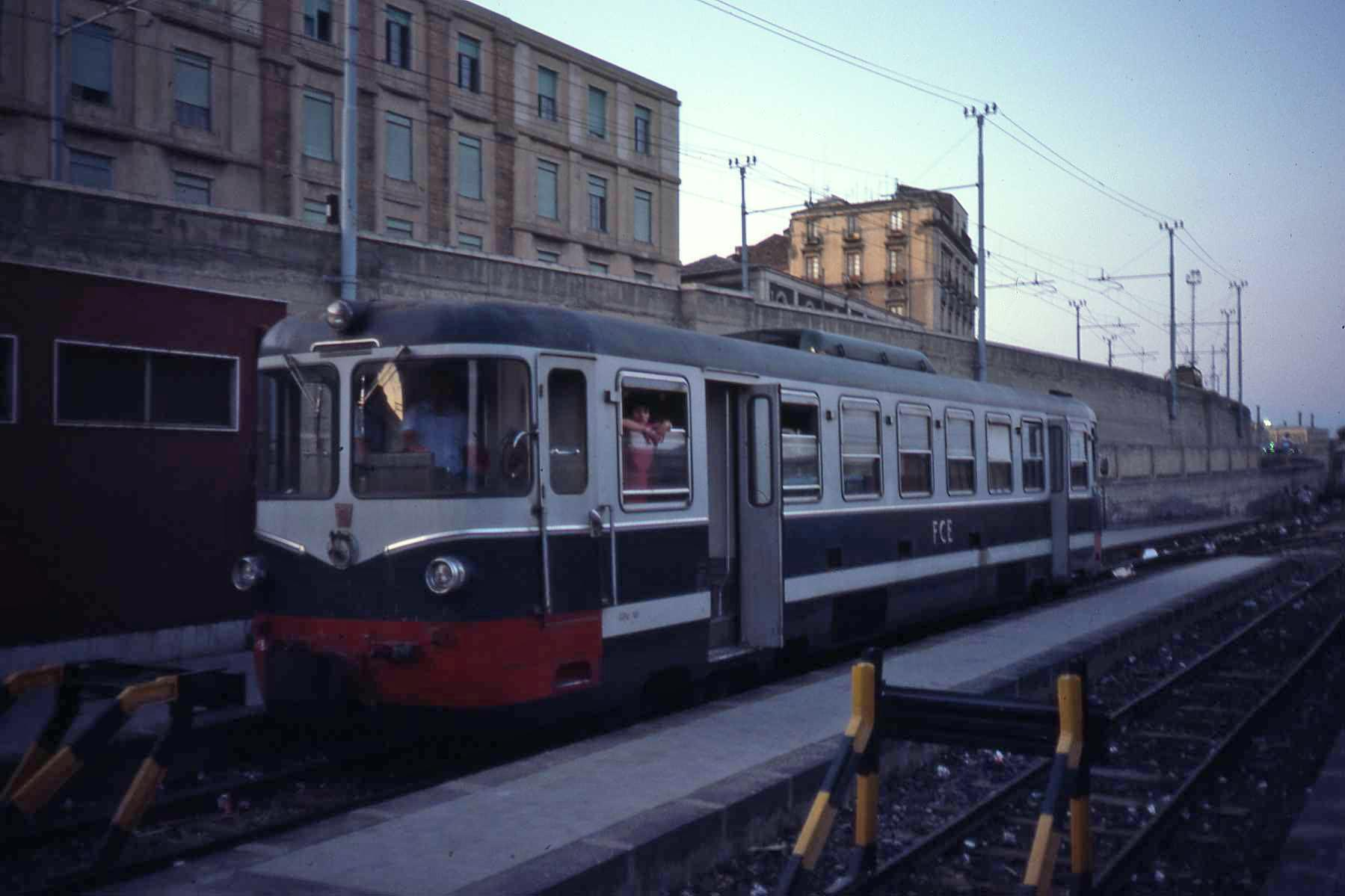
L'ADe 18 alla stazione di Catania Porto, 1984

Oltre all'acquisto delle 4 automotrici M4 De 151-154 (provenienti dalle FCL, e immatricolate successivamente ADe 07–10), la Ferrovia Circumetnea ordinò alla fine degli anni settanta un lotto di 10 automotrici alle Officine Meccaniche della Stanga (che erano le stesse costruttrici delle automotrici della serie M4 De 150), e con le quali erano già intercorsi rapporti di fornitura del precedente lotto delle ADe 01-03; lo scopo era quello di potenziare il proprio parco di materiale rotabile automotore, ormai insufficiente, sostituendo inoltre quello ormai obsoleto, costituito dalle vecchie FIAT.
Le automotrici furono costruite secondo lo schema progettuale ormai classico dei rotabili della Stanga, a trasmissione elettrica, fornita dal Tecnomasio Italiano Brown Boveri, e con un design della carrozzeria comune ad altri prodotti, anche a trazione elettrica, forniti ad altre ferrovie italiane nello stesso periodo, come ad esempio gli elettrotreni Stanga-TIBB per la FETM.
Dimostrarono subito la loro buona qualità già alla fine degli anni settanta, quando furono immesse in servizio con i numeri progressivi da 11 a 20. Le differenze con le ADe 07–10 (ex-FCL), sono minime dal punto di vista tecnico; l'unica differenza che tuttavia risulta penalizzante ai fini dell'esercizio, è il tipo di aggancio differente: nelle ADe 07–10, è di tipo tranviario, mentre in tutto il materiale rotabile FCE (eccetto le ADe 21–25, che hanno lo Scharfenberg), è di tipo classico, a maglia e vite di serraggio, con il mono-respingente frontale, e ciò non ne permette l'accoppiamento in alcuna maniera.

### L'unità distrutta
Il 14 novembre del 1984, mentre l'automotrice ADe 11 stava espletando servizio passeggeri, si sviluppò un incendio nei motori che non fu possibile estinguere prima che le fiamme distruggessero l'automotrice, per la quale non ci fu niente da fare. L'automotrice, che era danneggiata irreparabilmente, inizialmente fu accantonata in un tronchino situato presso la stazione di Randazzo e successivamente fu trasferita al deposito locomotive di Catania Borgo, per poi essere demolita.

## Caratteristiche

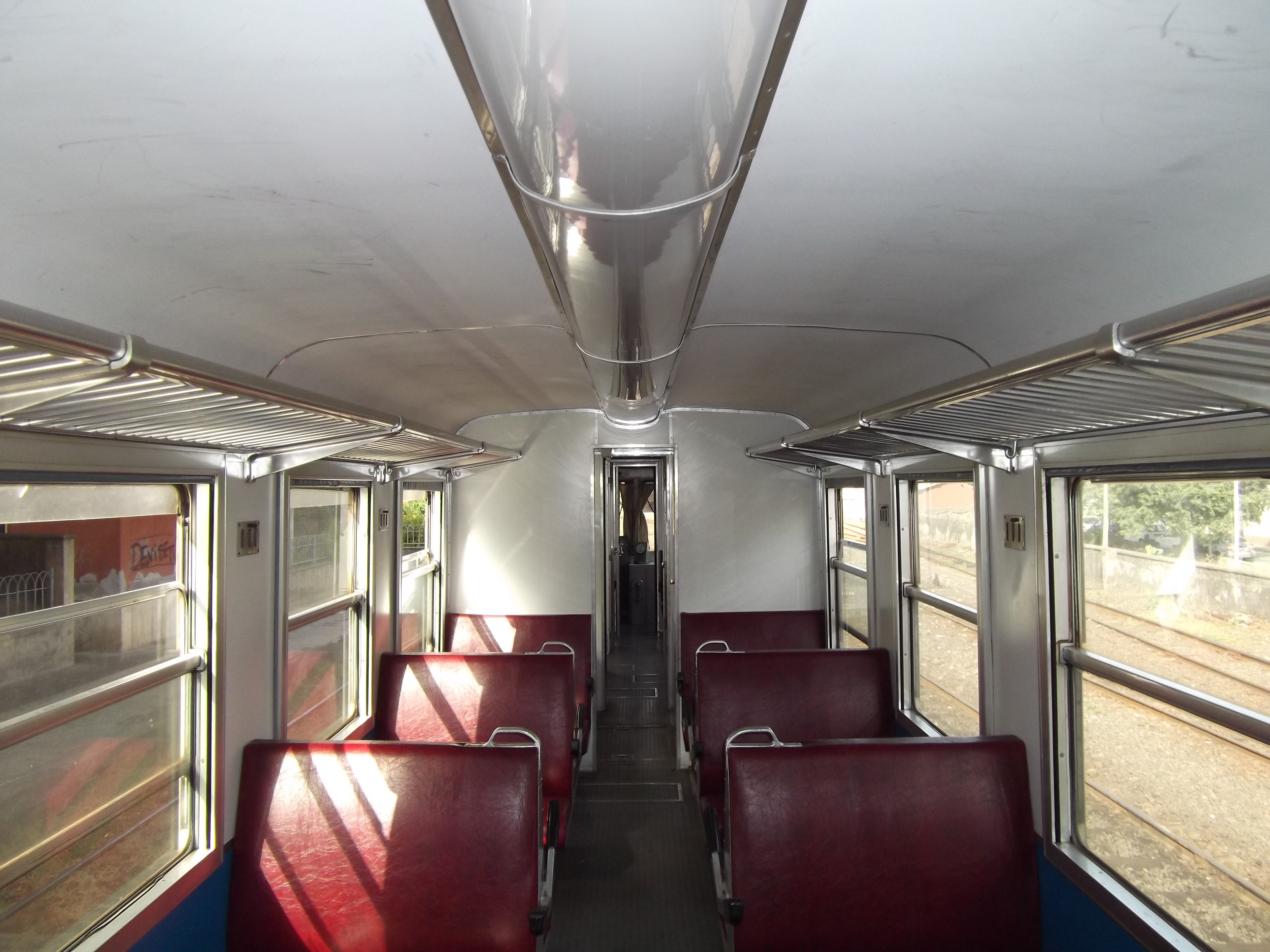
L'interno dell'ADe 17 in sosta alla stazione di Randazzo, estate 2011

Sono tecnicamente la seconda serie delle ADe 01-03, da cui differiscono per diversi particolari, come per esempio la mancanza della porta di servizio nelle cabine di guida, assente in questa serie, il numero di porte (sempre a battente) che, a differenza della serie precedente, non si trovano in posizione paracentrale ed infine la lunghezza complessiva, che nel caso di questa serie è leggermente superiore.
Esattamente come per la serie precedente, la costruzione della parte meccanica è delle Officine Meccaniche della Stanga di Padova, la parte elettrica è della Tecnomasio Italiano Brown Boveri, mentre la cassa è di costruzione di Fiat Ferroviaria.
Sempre analogamente alla serie precedente, dispongono di 56 posti a sedere; originalmente era presente la 1ª e la 2ª classe, abolite successivamente.
Hanno gli interni unificati in stile FCE, e il sistema di illuminazione è ad incandescenza. Dispongono di due carrelli e di due motori diesel (uno per carrello, i quali azionano una trasmissione elettrica), per una potenza complessiva di 272 kW, ed permettono di raggiungere una velocità massima di 75 km/h. Il sistema di aggancio è di tipo classico (a maglia) e la massa a vuoto è di 31,10 tonnellate.

## Le unità rinnovate
Dopo il fallimento del revamping per l'ADe 07 (appartenente alla serie delle automotrici ADe 07-10), nel 2009 fu avviato il progetto di revamping per sei unità della serie; questo progetto prevedeva un nuovo arredamento interno, l'installazione dell'aria condizionata, l'installazione dei vani per il trasporto delle biciclette, l'installazione di telecamere di videosorveglianza, nuovi fari led con una nuova forma e una nuova livrea (la quale è stata adattata anche per le automotrici della serie ADe 21–25).
La prima unità che ricevette il revamping, fu l'ADe 18, e per l'occasione fu denominata La Prima.
L'11 settembre 2010, in occasione dell'inaugurazione della nuova tratta in variante di 4.3 km, per l'attraversamento urbano sotterraneo di Santa Maria di Licodia, l'ADe 18 fu presentata.

L'ADe 18 avrebbe dovuto iniziare ad espletare servizio passeggeri il 1º marzo 2011; tuttavia, per varie motivazioni, iniziò ad espletarlo il 26 settembre dello stesso anno, ma prima, ovvero durante l'estate dello stesso anno, fu impiegata in alcuni treni turistici organizzati di domenica.
Al termine dei lavori di revamping dell'ADe 18, venne il turno dell'ADe 19, che fu revampizzata seguendo lo schema di lavoro dell'ADe 18 e fu denominata La Seconda; essa iniziò ad espletare servizio passeggeri nell'inverno del 2012. Successivamente fu revampizzata l'ADe 16, che si differenzia rispetto alle precedenti unità per un dettaglio estetico: sulla fiancata sinistra non fu soppresso il finestrino in corrispondenza della ritirata, il che comporta un'asimmetria estetica, in quanto il logo della fiancata sinistra fu applicato al centro di quest'ultima, nonché sotto ai finestrini, come di consueto, mentre quello della fiancata destra fu applicato ove fu soppresso il finestrino; essa fu denominata La Terza.
Con l'avvento dei nuovi convogli binati DMU 001–004, denominati Vulcano, il progetto di revamping di queste automotrici fu ridotto a quattro unità, ma in realtà i lavori di quest'ultima non ebbero mai inizio; la quarta ed ultima automotrice della serie sarebbe dovuta essere usata solamente per scopi turistici nella tratta Randazzo-Riposto e perciò avrebbe dovuto avere meno posti a sedere rispetto alle precedenti unità revampizzate, allo scopo di offrire maggiore spazio per i posti delle bici.

## Stato attuale
Ad oggi, tutte le unità operative espletano servizio passeggeri e, in concomitanza con le ADe 21-25, sono le sole automotrici a circolare, in quanto le ADe 07-10 sono accantonate dalla primavera del 2016, ovvero dai primi periodi in cui i treni Vulcano (serie DMU 001-004) iniziarono ad espletare servizio viaggiatori, mentre le RALn 6401-06 non possono circolare, poiché non sono a norma (non hanno il sistema antincendio).
Nemmeno le carrozze circolano più da qualche anno, in quanto le loro porte non hanno il blocco elettronico di sicurezza, che dovrebbe essere concettualmente simile alla lateralizzazione, adottata per le carrozze passeggeri di Trenitalia.

## Curiosità
Una coppia di queste automotrici venne utilizzata per alcune scene del film "La sbandata" (del 1974) mentre arrivavano alla stazione di Giarre dal lato di Catania.
L'automotrice ADe 16 fu utilizzata in alcune scene del film "Arriva la bufera" (del 1992); essa fu ripresa mentre transitava alla stazione di Paternò.